# Герман Аляскинський
Герман Аляскинський (1756/57, Серпухов Московської губернії, Росія — 13.12/15.11.1836, острів Єловий (Спрус), Кадьяцький архіпелаг, Аляска) — православний святий, преподобний.
Один з перших православних проповідників Америки. Вважається православним покровителем Америки.

## Життєпис
Народився в сім'ї купця. У шістнадцять років він був уже послушником у Троїце-Сергієвій пустині на березі Фінської затоки. Валаамський ігумен Назарій благословив його жити самотньо в лісі. Лише по святах Герман приходив у монастир на богослужіння. На Валаамі св. Герман прийняв чернечий постриг.
В 1793 році із ченців Валаамської обителі була створена духовна місія для проповіді слова Божого народам Аляски, що на той час входила до Російської імперії. Усі свої сили він віддав освіті вірою Христовою корінних мешканців суворої Аляски. Там він охрестив десятки тисяч місцевих жителів. Пам'ять святого подвижника особливо шанується в Америці. У 1969 році Собор єпископів Російської Православної Греко-Кафоличної Церкви в Америці причислив його до лику святих.
В цьому ж році на Архієрейському Соборі Російської православної церкви закордоном було прийнято рішення про прославлення Германа Аляскинського. Торжество відбулось 25/26 липня 1970 року в соборному храмі в Сан-Франциско. День пам'яті преподобного Германа Аляскинського відзначається 27 липня/9 серпня.